# Joackim Jørgensen
Joackim Jørgensen (Fredrikstad, 20 settembre 1988) è un calciatore norvegese, centrocampista dell'Østsiden.

## Carriera

### Club
Jørgensen ha iniziato la carriera con la maglia dello Sparta Sarpsborg, che successivamente cambierà denominazione in Sarpsborg 08. Ha debuttato in 1. divisjon in data 28 maggio 2007, sostituendo Hjalmar Johansen nella sconfitta esterna per 2-1 contro il Moss. Il 2 settembre successivo ha segnato la prima rete in questa divisione, nel 3-1 inflitto al Løv-Ham.
Il 28 gennaio 2009 è stata ufficializzata la sua cessione in prestito al Lørenskog, in 2. divisjon. È tornato al Sarpsborg 08 ad agosto 2009. Ha contribuito alla promozione della squadra arrivata al termine del campionato 2010. Il 18 marzo 2011 ha così esordito in Eliteserien: è stato schierato titolare nel successo per 3-0 sul Molde. Il 3 aprile successivo ha trovato la prima rete nella massima divisione locale, in occasione della sconfitta per 4-2 maturata sul campo dell'Haugesund.
Il 20 dicembre 2011 è stato reso noto il suo passaggio agli svedesi dell'Elfsborg, a partire dal 1º gennaio successivo. Il debutto in Allsvenskan è arrivato in data 31 marzo 2012, schierato titolare nel successo casalingo per 2-1 sul Djurgården. Il 5 luglio ha giocato la prima partita nelle competizioni europee per club, venendo impiegato nelle qualificazioni all'Europa League 2012-2013 contro il Floriana, partita vinta col punteggio di 8-0. Ha contribuito alla vittoria finale del campionato 2012.
Il 6 ottobre 2013 ha segnato la prima rete nella massima divisione svedese, attraverso cui ha contribuito alla vittoria per 1-3 sul campo del Syrianska. Jørgensen ha lasciato il club al termine di questa stessa annata, congedandosi con 49 presenze e 2 reti in due stagioni, tra campionato e coppe.
Il 19 novembre 2013, il Viking ha ufficializzato l'ingaggio del giocatore, che si è legato al nuovo club con un contratto triennale, valido a partire dal 1º gennaio successivo. Ha esordito in squadra il 29 marzo, schierato titolare nel pareggio per 2-2 in casa del Rosenborg. Il 13 settembre 2015 ha trovato il primo gol con questa maglia, nella vittoria per 2-4 in casa del Vålerenga. In tre stagioni in squadra, ha disputato 85 partite e messo a referto 2 reti, tra tutte le competizioni. Si è svincolato al termine del campionato 2016.
Il 30 gennaio 2017 ha fatto ritorno al Sarpsborg 08, firmando un contratto biennale e scegliendo la maglia numero 11.
Il 6 agosto 2018 è stato ufficializzato il suo passaggio allo Start, valido a partire dal 1º gennaio 2019: ha siglato un accordo triennale col nuovo club.
Il 15 marzo 2022 è passato all'Østsiden.

## Statistiche

### Presenze e reti nei club
Statistiche aggiornate al 15 marzo 2022.
| Stagione            | Club                | Campionato          | Campionato | Campionato | Coppe nazionali | Coppe nazionali | Coppe nazionali | Coppe continentali | Coppe continentali | Coppe continentali | Supercoppe | Supercoppe | Supercoppe | Totale | Totale |
| Stagione            | Club                | Comp                | Pres       | Reti       | Comp            | Pres            | Reti            | Comp               | Pres               | Reti               | Comp       | Pres       | Reti       | Pres   | Reti   |
| ------------------- | ------------------- | ------------------- | ---------- | ---------- | --------------- | --------------- | --------------- | ------------------ | ------------------ | ------------------ | ---------- | ---------- | ---------- | ------ | ------ |
| 2007                | Sparta Sarpsborg    | 1D                  | 22         | 1          | CN              | ?               | ?               | -                  | -                  | -                  | -          | -          | -          | 22+    | 1+     |
| 2008                | Sarpsborg Sparta    | 1D                  | 4          | 0          | CN              | 1+              | 0+              | -                  | -                  | -                  | -          | -          | -          | 4+     | 0+     |
| gen.-ago. 2009      | Lørenskog           | 2D                  | ?          | ?          | CN              | ?               | ?               | -                  | -                  | -                  | -          | -          | -          | ?      | ?      |
| ago.-dic. 2009      | Sarpsborg 08        | 1D                  | 14+3       | 2+1        | CN              | -               | -               | -                  | -                  | -                  | -          | -          | -          | 17     | 3      |
| 2010                | Sarpsborg 08        | 1D                  | 25         | 6          | CN              | 3               | 1               | -                  | -                  | -                  | -          | -          | -          | 28     | 7      |
| 2011                | Sarpsborg 08        | ES                  | 28         | 4          | CN              | 4               | 0               | -                  | -                  | -                  | -          | -          | -          | 32     | 4      |
| 2012                | Elfsborg            | A                   | 22         | 0          | CS              | 3               | 1               | UEL                | 2                  | 0                  | -          | -          | -          | 27     | 1      |
| 2013                | Elfsborg            | A                   | 15         | 1          | CS              | 0               | 0               | UCL+UEL            | 3+4                | 0                  | -          | -          | -          | 22     | 1      |
| Totale Elfsborg     | Totale Elfsborg     | Totale Elfsborg     | 37         | 1          |                 | 3               | 1               |                    | 9                  | 0                  |            | -          | -          | 49     | 2      |
| 2014                | Viking              | ES                  | 27         | 0          | CN              | 4               | 0               | -                  | -                  | -                  | -          | -          | -          | 31     | 0      |
| 2015                | Viking              | ES                  | 23         | 1          | CN              | 6               | 0               | -                  | -                  | -                  | -          | -          | -          | 29     | 1      |
| 2016                | Viking              | ES                  | 23         | 1          | CN              | 2               | 0               | -                  | -                  | -                  | -          | -          | -          | 25     | 1      |
| Totale Viking       | Totale Viking       | Totale Viking       | 73         | 2          |                 | 12              | 0               |                    | -                  | -                  |            | -          | -          | 85     | 2      |
| 2017                | Sarpsborg 08        | ES                  | 24         | 3          | CN              | 5               | 0               | -                  | -                  | -                  | -          | -          | -          | 29     | 3      |
| 2018                | Sarpsborg 08        | ES                  | 24         | 0          | CN              | 1               | 0               | UEL                | 11                 | 0                  | -          | -          | -          | 36     | 0      |
| Totale Sarpsborg 08 | Totale Sarpsborg 08 | Totale Sarpsborg 08 | 131+3      | 16+1       |                 | 14+             | 1+              |                    | 11                 | 0                  |            | -          | -          | 169+   | 18+    |
| 2019                | Start               | 1D                  | 25+3       | 1+0        | CN              | 1               | 0               | -                  | -                  | -                  | -          | -          | -          | 29     | 1      |
| 2020                | Start               | ES                  | 22         | 0          | -               | -               | -               | -                  | -                  | -                  | -          | -          | -          | 22     | 0      |
| 2021                | Start               | 1D                  | 6          | 0          | CN              | -               | -               | -                  | -                  | -                  | -          | -          | -          | 6      | 0      |
| Totale Start        | Totale Start        | Totale Start        | 53+3       | 1+0        |                 | 1               | 0               |                    | -                  | -                  |            | -          | -          | 57     | 1      |
| 2022                | Østsiden            | 4D                  | 0          | 0          | CN              | 0               | 0               | -                  | -                  | -                  | -          | -          | -          | 0      | 0      |
| Totale              | Totale              | Totale              | 304+6+     | 20+1+      |                 | 30+             | 2+              |                    | 20                 | 0                  |            | -          | -          | 360+   | 23+    |

## Palmarès

### Club
- Campionato svedese: 1

Elfsborg: 2012